# Johan Friedrich Seliger
Johan Friedrich Seliger,, född omkring 1688, död 29 maj 1753 i Maria Magdalena församling, Stockholm, var en svensk organist, klockspelare och hovkapellist.

## Biografi
Johan Friedrich Seliger föddes omkring 1688. Han kom från Tyskland och var elev till Christian Kellner. Seliger blev 1722 medlem i Kungliga Hovkapellet i Stockholm och var samtidigt från 1722 organist i Katarina församling i Stockholm. 1726 blev han istället organist i Tyska S:ta Gertruds församling. Under 1729 blev han utnämnd till organist i Riddarholmens församling, men blev avskedad samma år och fortsatte istället att arbeta i Tyska S:ta Gertruds församling. Han spelade violin, viola, kontrabas, pommer, dulcian, basun, orgel och klockspel. Seliger arbetade även som notkopist. Han avled 1753.